# Odisseas Vlachodimos
Odisseas Vlachodimos (em grego:  Οδυσσέας Βλαχοδήμος; Estugarda, 26 de abril de 1994), também conhecido como Odysseas, é um futebolista grego-alemão que atua como goleiro. Atualmente defende o Sevilla, emprestado pelo Newcastle.

## Benfica
A 18 de maio de 2018, Vlachodimos assinou um contrato de cinco anos com o clube português Benfica.
Vlachodimos tornou-se no guarda redes indiscutível titular no Benfica.

## Títulos
Benfica
- Liga Portuguesa: 2018–19 e 2022–23
- Supertaça Cândido de Oliveira: 2019 e 2023

Alemanha Sub-21
- Campeonato Europeu Sub-21: 2017